# Паукер, Карл Юлиус Альберт фон
Карл Юлиус Альберт фон Паукер (нем. Carl Julius Albert von Paucker; 22 апреля [3 мая] 1798, Симуна, Везенбергский уезд, Эстляндская губерния — 22 ноября 1856 или 26 ноября [8 декабря] 1856, Ревель) — российский юрист, историк и генеалог; брат Магнуса Георга фон Паукера.

## Биография
Юлиус Паукер родился 22 апреля (3 мая) 1798 года в пасторате Св. Симонис Везенбергского уезда Эстляндской губернии; происходил из балтийских немцев, сын пастора Генриха Иоганна Паукера. Первоначальное образование он получил в Дерптской гимназии, переселился потом к своему брату Магнусу в Митаву и окончил там гимназический курс в 1815 года. После этого он два года слушал лекции на юридическом факультете Дерптского университета, но должен был отправиться в Гёттингенский университет, так как некоторые профессора юристы в то время были уволены, и их лекции были прекращены. В 1818 году, по защите своей диссертации «De vero poenarum furensium fine», Паукер был удостоен степени доктора права и в 1819 году вернулся, после кратковременного пребывания в Йене, Бонне и Гейдельберге, на родину. 
Начал службу секретарём Эстляндского мангерихта, свободное время посвящая исключительно литературной и научной деятельности. Когда в 1834 году была высочайше назначена комиссия для составления «Свода местных узаконений губерний остзейских», эстляндское дворянство выбрало его членом этой комиссии, в которой он выработал специальную часть судопроизводства для Эстляндской губернии<. 
В 1836 году Паукер отправился в Санкт-Петербург, в качестве члена ревизионной комиссии местных узаконений в Остзейском крае, состоявшей при Втором отделении Собственной Его Императорского Величества канцелярии, и принимал, как представитель маленьких эстляндских городов и города Нарвы, деятельное участие в законодательных работах этой комиссии до её закрытия в 1839 году. 
В 1840 году Карл Юлиус Альберт фон Паукер был назначен Эстляндским губернским прокурором, а в 1841 году был избран профессором русского права в Дерптский университет, но в этой должности утвержден не был; от повторного вызова профессором местных законов, который последовал в следующем году, он отказался уже сам.
Кроме многочисленных работ по юридическим наукам, Паукер в особенности оказал большие заслуги истории Остзейского края и особенно Эстляндии. Он первый начал заниматься первоисточниками; изучая архивные документы, он своими основательными работами по древней истории Эстляндии, генеалогии, истории поместий и т. п. указал новейшим историкам дорогу, по которой им должно следовать, и тем немало способствовал дальнейшему развитию историографии. Его неутомимая деятельность была вполне оценена тем, что он был избран в члены многочисленных российских и заграничных учёных обществ. 
Умер 26 ноября (8 декабря) 1856 года (по другим сведениям 22 ноября 1856 года) в Ревеле от натуральной оспы и был погребён на Кладбище Копли.
Его заслуги перед Россией были отмечены орденом Св. Владимира 4-й степени.